# Kalibre 35
Kalibre 35 es una película dramática colombiana de 2000 dirigida por Raúl García R. Jr.  y protagonizada por Robinson Díaz, Juanita Acosta, Juan Carlos Vargas, Isabella Santodomingo, Mario Duarte, Gustavo Angarita y Ramiro Meneses. La película ganó el premio al mejor filme latinoamericano en la novena edición del Festival de Cines de España y América Latina en Bruselas en el año 2000.

## Sinopsis
Obsesionados por el cine y ante la imposibilidad de conseguir financiación para la realización de una película¸ Andrés¸ Federico y Luis deciden asaltar un banco. Comparten una estrecha amistad con Akira¸ una joven actriz entusiasta¸ quien se vuelve cómplice de todos sus proyecto e ilusiones. A pesar de esto ellos deciden ocultarle el plan del robo pues consideran que es mejor no implicarla. Inician entonces la planeación e investigación de campo necesarias para ejecutar el robo del banco. Esto ocurre de manera paralela a la creación y escritura del guion de la película que realizarán con el botín del asalto. Akira se convierte en testigo y partícipe del proyecto sin sospechar lo que sus amigos están planeando. De esta manera se intercalan escenas de planeación y ejecución del robo con fragmentos de las escenas que cada uno de ellos imagina y aporta. Por convicciones y principios deciden utilizar armas sin municiones con el propósito de evitar que personas inocentes resulten afectadas. En la víspera al día de la ejecución del robo realizan un ritual alucinógeno al cual invitan también a Akira. Al día siguiente¸ la ejecución del robo se retrasa unos minutos debido al retraso de Luis. Por el retardo al disponerse a escapar con el dinero¸ llega al banco inesperadamente un camión de transporte de valores. Como consecuencia se desata un tiroteo en el cual resulta muerto en primera instancia Federico. Andrés y Luis logran escapar malherido con la mayor parte del botín¸ pero en el transcurso del escape muere Luis y sólo Andrés logra llegar al sitio donde debe dejar el dinero. En tanto esto ocurre¸ Akira se entera del plan de sus amigos e intenta impedírselo. Al llegar la banco encuentra también que es demasiado tarde. Parte en busca de Andrés y Luis pero los encuentra también muertos con las bolsas de dinero. Finalmente se descubre que la escena anterior corresponde a la escena final de la película que Akira ha realizado con el dinero producto del robo¸ y en la cual ha fusionado las historias de sus amigos.

## Reparto
- Robinson Díaz
- Juanita Acosta
- Juan Carlos Vargas
- Isabella Santodomingo
- Maritza Rodríguez
- Andrea Quejuán
- Mario Duarte
- Gustavo Angarita
- Ramiro Meneses